# Yvette Lauwaert
Yvette Lauwaert (Melle, 25 februari 1939) is een Belgisch modeontwerpster. Samen met Nina Meert en Ann Salens maakt ze de voorhoede uit van de Belgische mode in de jaren zeventig. Ze combineerde lesgeven met modecreatie, runde een modeboetiek in de Gentse binnenstad, ondernam tal van reizen en tentoonstellingen en excelleerde in textielcreaties. Sinds 2010 is ze enkel nog actief als kunstenaar met tekeningen, schilderijen, aquarellen, textielcreaties en installaties.

## Levensloop & loopbaan
Lauwaert was opgeleid als beroepslerares snit en naad. In 1966 behaalde ze, als autodidact, haar bachelorsdiploma in Plastische Kunsten via de centrale examencommissie. Van 1959 tot 1995 was ze lerares tekenen, handwerk en plastische kunsten aan de Sint-Bavo humaniora Gent. Van 1987 tot 1994 gaf ze les aan de afdeling confectie aan CTL (Chemie Textiel Landbouw), destijds een hogeschool in Gent. In 1990 doceerde ze ook als gast-professor mode aan de kunstacademie Maastricht.
Samen met Guido Haudenhuyse richtte ze in 1969 een modezaak op in Gent genaamd G&Y STORE. In 1978 richtte zij Yvette Lauwaert (YL) haute couture op. In 2004 richtte zij Art & Fashion Yvette Lauwaert ontwerp bureau op. In 2009, ze is dan 70, zet ze haar modeactiviteiten stop. 

## Stijl & invloeden
Yvette Lauwaert heeft steeds haar eigen stijl nagestreefd, die eerder op het individu dan op de massa was gericht. In haar beginjaren was ze geïnspireerd door de nieuwe en vrije streetfashionstijl uit Londen, in tegenstelling tot de tot dan toe door de Parijse haute couture gedomineerde modewereld.
Yvette kwam midden de jaren zeventig in aanraking met het werk van Laura Ashley, Biba en Zandra Rhodes.  In London vindt een creatieve botsing plaats tussen het establishment (haute couture) en het plebs (street look). Rhodes noemt haar ‘chic’ niet voor niets ‘het binnenhalen van de punk door de elite’.  Yvette Lauwaert komt in 79 voor het eerst voor het voetlicht als het Gentse Museum voor Sierkunsten haar artistieke textielcreaties toont, midden de jaren tachtig wordt ze erkend en herkend als pionier van de Belgische mode.

Haar creaties zijn een voorafschaduwing van de mode van de jaren 80. Ze begint met het ontwerpen van kleding voor klanten die op zoek zijn naar een bepaalde vorm van zelf-expressie of extravagantie
— Veronique Pouillard

Tegelijk maakt ze naam als ontwerpster van huwelijksjurken. Ze werkt trouwens uitsluitend voor vrouwen en  blijft gefocust op de persoon die het zal dragen, met veel aandacht voor stoffen en materialen, zonder te streven naar seizoensgebonden mode in de commerciële zin van het woord. Haar definitie van de term mode is in wezen die van een artistieke activiteit. Lauwaert wil haar fantasie uitleven en haar artistieke vrijheid vindt ze belangrijker dan commercieel succes.